# Chery Tiggo 9
La Chery Tiggo 9 est un modèle de crossover moyen à trois rangées produit par Chery dans le cadre de la gamme Tiggo à partir de 2023. Le Tiggo 9 a été positionné comme le produit phare de la série Tiggo au lancement et est disponible en version cinq places et sept places, ce dernier étant dans une configuration de sièges 2/2/3,.

## Aperçu

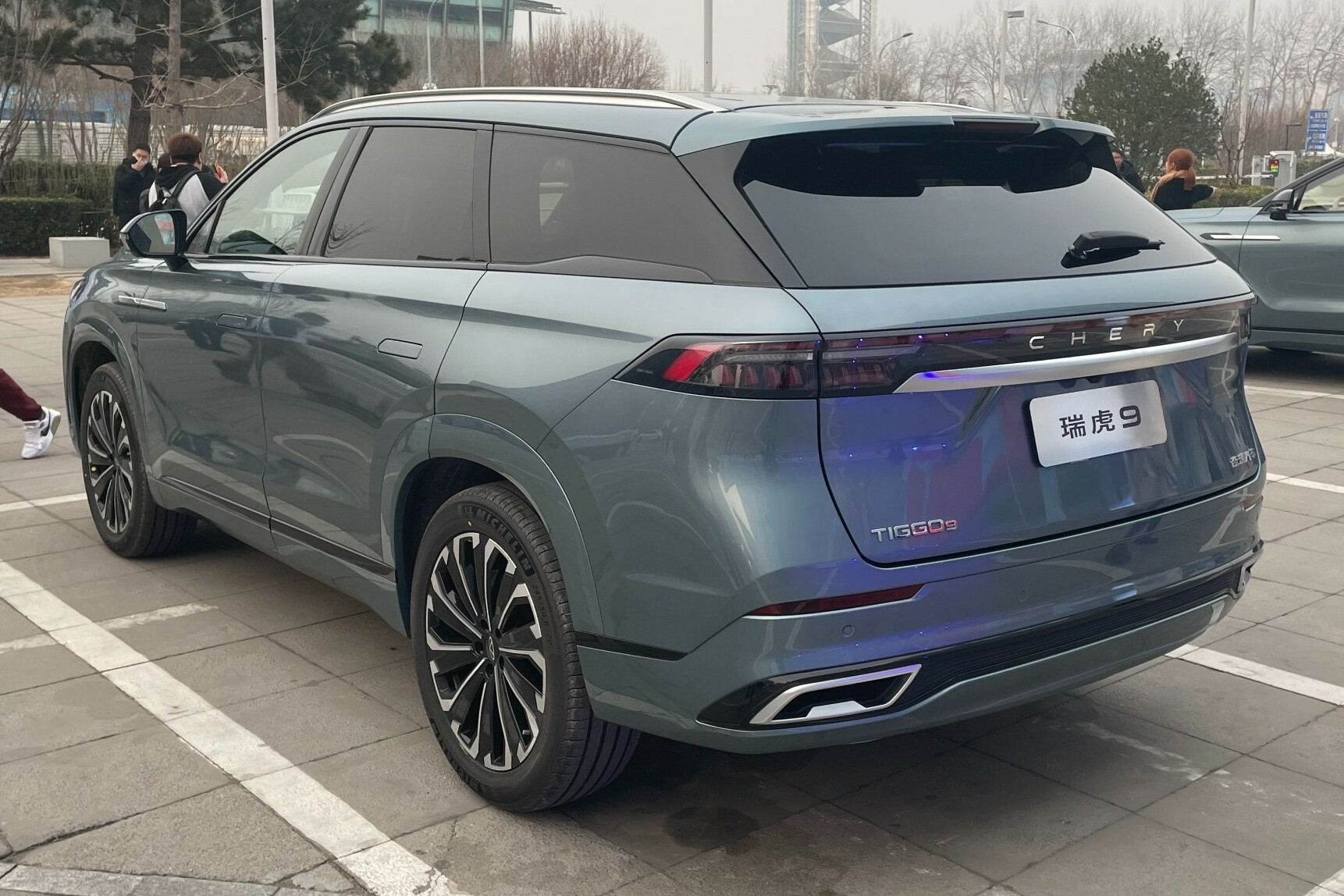
Chery Tiggo 9 vue arrière

La production de Tiggo 9 a été révélée lors du Salon de l'automobile de Pékin 2018 en Chine, le positionnant au-dessus du Tiggo 8 de taille inférieure. Le Tiggo 9 prend forme sur le châssis monocoque de la plate-forme T1X et dispose d'une suspension CDC, qui réalise un réglage intelligent à détection complète grâce à un réglage en continu de la dureté de la suspension : l'avant est doté de jambes de force MacPherson et multibras à l'arrière. Les roues font 20 pouces,.

### Intérieur
L'intérieur du Chery Tiggo 9 comprend un écran à double courbure avec un tableau de bord LCD de 12,3 pouces comme tableau de bord et un écran de commande central de 12,3 pouces incurvé vers le conducteur. Les fonctionnalités numériques du système d'info divertissement sont alimentées par une puce Qualcomm Snapdragon 8155. Pour le système audio, le Tiggo 9 est équipé d'un système de son surround Sony à 14 haut-parleurs.

### Groupe motopropulseur
Le moteur du Tiggo 9 est à essence turbocompressé en ligne TDGi de 2,0L Kunpeng Power qui produit 366 cv et 400 Nm de couple. Le moteur est couplé à une transmission automatique Aisin à huit rapports avec palettes à clapet et alimente les quatre roues. La vitesse maximale du Tiggo 9 est 205 km/h (127 mph), avec une consommation de carburant de 7.7 L/100 kilomètres. Une version turbo PHEV Kunpeng Super Intelligent Hybrid de 2,0 litres du Tiggo 9 serait également disponible, avec une autonomie CLTC de 1 300 kilomètres (808 mi). La batterie du Tiggo 9 peut être rechargée de 30% à 80% en 18 minutes.